# Apocalypse d'Étienne
La Révélation d'Étienne ou Apocalypse d'Étienne est un texte apocryphe du Nouveau Testament. Il présente Étienne, l'un des sept diacres des douze apôtres.

## Sommaire
Le texte décrit un conflit aux tout débuts du christianisme sur la nature de Jésus de Nazareth. Étienne apparaît sur la scène et raconte l'Apocalypse comme une vérité littérale, que la foule considère comme un blasphème, et Caïphe le fait arrêter et battre.
Le texte fait alors comparaître Étienne devant Ponce Pilate, à qui il dit de ne pas parler, et lui ordonne de reconnaître Jésus. L'histoire se déroule avant la conversion de Paul de Tarse et décrit ainsi comment Paul persécute Étienne en le faisant crucifier. Cependant, un ange sauve Étienne, alors Saul / Paul verse du plomb fondu dans sa bouche et ses oreilles, et des clous dans son cœur et ses pieds, mais un ange le guérit à nouveau.
Le lendemain, le texte proclame qu’Étienne a été emmené pour être jugé devant la foule, mais à la place, Étienne raconte une supposée prophétie de Nathan sur la venue de Jésus, ce qui agace les gardes qui ils le lient et l'emmènent au chef de la garde. Le Sanhédrin décide qu’Étienne doit être lapidé, mais Nicodème et Gamaliel (l'érudit juif) tentent de le défendre avec leurs corps, mourant dans le processus.
Après dix heures, Étienne meurt finalement et est enterré dans un cercueil d'argent par Pilate, contre la volonté d’Étienne. Un ange déplace le corps à l'endroit où Étienne souhaitait être enterré, ce qui rend Pilate surpris par la perte des corps. Pilate reçoit alors une vision d'Étienne et se convertit. De même, le souvenir d'Étienne est dit par le texte comme ayant fait convertir Paul.

## Analyse
De nombreux érudits pensent que Pilate est un ajout ultérieur au texte, l'implication de Pilate dans l'histoire semblant quelque peu maladroite, et le texte étant principalement une tentative d'expliquer les motifs de conversion de Paul, mais aussi sa méchanceté antérieure. En outre, la plupart des érudits s'accordent à dire que Ponce Pilate n'est plus le préfet de Judée au moment du martyre d'Étienne, ayant été rappelé à Rome et remplacé par le préfet par intérim Marcellus .
L'Apocalypse d’Étienne n'a pas été acceptée dans le canon chrétien. Le décret gélasien du VIe siècle le rejette comme apocryphe.